# Shag

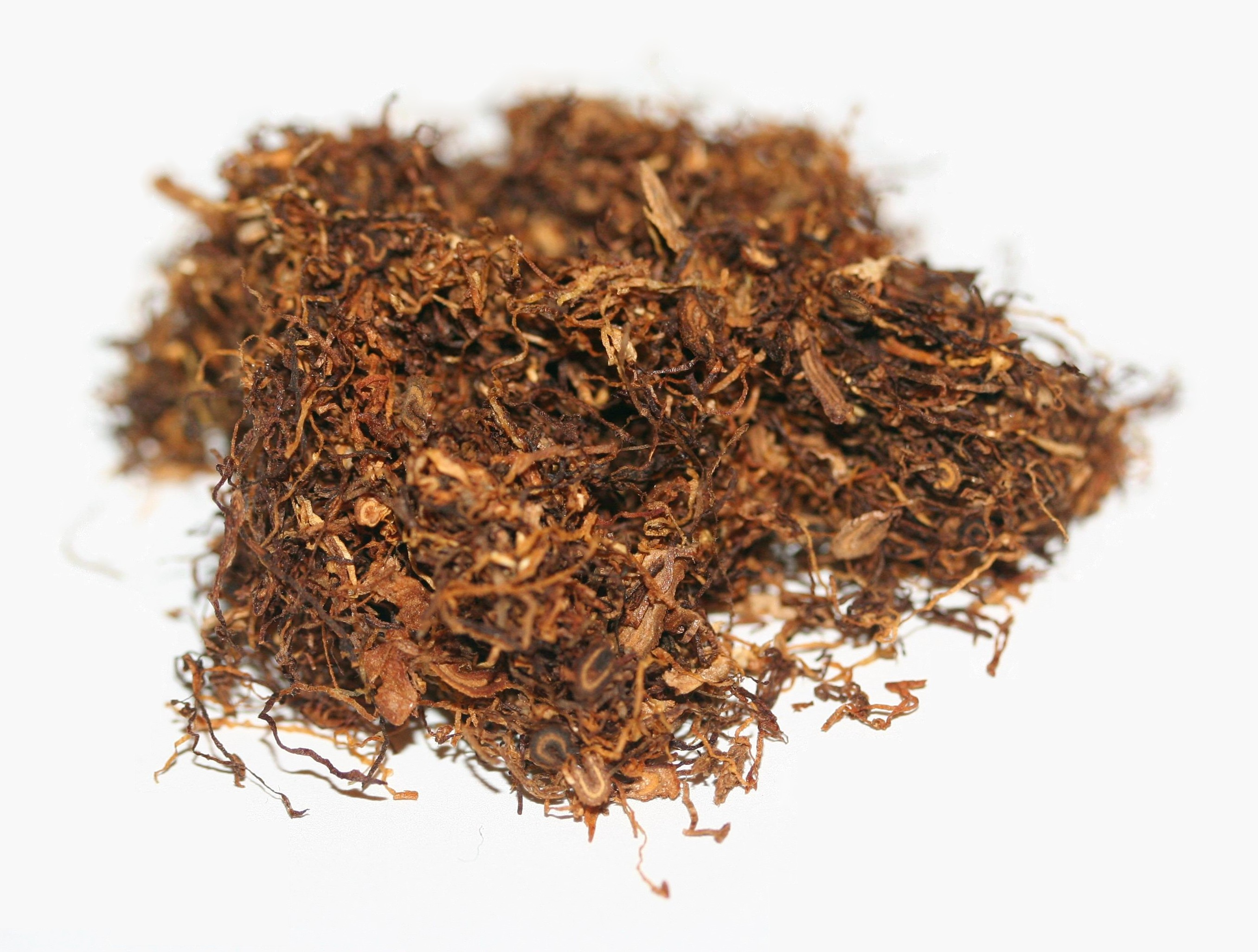
Hoopje shag

Shag (ontleend aan Engels shag (tobacco), ontwikkeld uit Oudengels sceagga wat 'ruig haar' betekent) is een fijngesneden tabak, waarvan sigaretten kunnen worden gedraaid met behulp van vloei.
De gerolde sigaret is goedkoper dan de filtersigaret en er feitelijk de voorloper van. Shagtabak werd verkocht in buidels of in kartonnen doosjes. Er zijn ook apparaten op de markt gebracht waarmee men min of meer automatisch een sjekkie kon rollen.

## Varianten

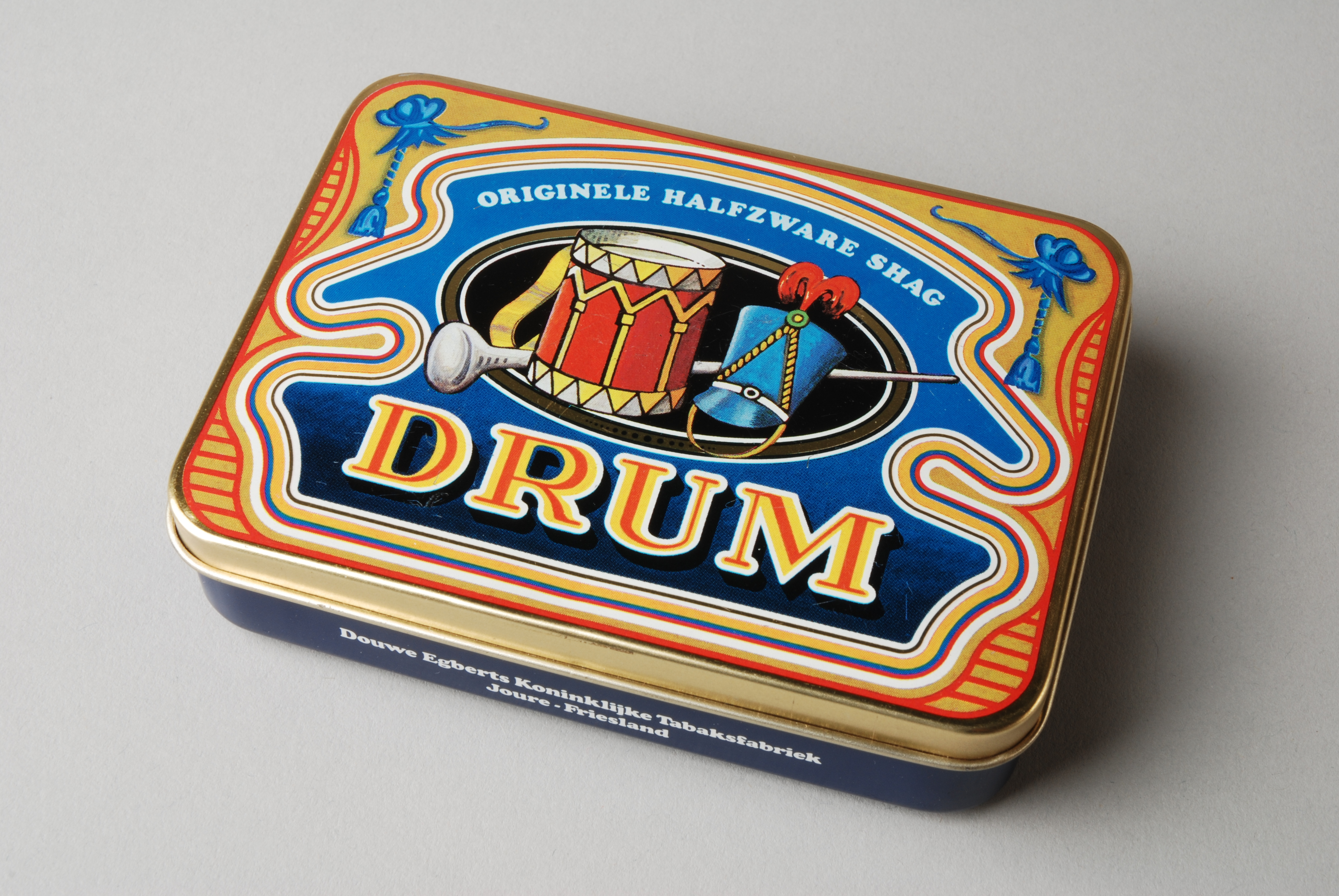
Blikje shag met de verboden aanduiding halfzwaar

Shagtabak bestaat uit een mengsel van verschillende soorten tabak en is verkrijgbaar in verschillende varianten. Traditioneel werden namen als mild, halfzwaar, driekwart en zwaar gebruikt. Die aanduidingen staan, met uitzondering van 'zwaar', echter niet meer op de verpakking. Een Europese richtlijn verbiedt tabaksproducenten namelijk om te suggereren dat er 'lichte' c.q. 'minder schadelijke' tabak zou bestaan. Halfzwaar wordt sindsdien op de verpakking soms 'stevige' of 'volle' shag genoemd en driekwart 'pittige'.
Het laatste restje shag uit een pakje noemt men mot, kruim, crum, kepsel of gruis. Daarvan is slechts met moeite een sigaret te draaien, omdat de kleine korreltjes en snippertjes weinig grip op elkaar hebben, dit in tegenstelling tot de normale shag die uit langere sliertjes bestaat.

## Nederland
In tegenstelling tot in veel andere landen was shag in Nederland in het verleden populairder dan (kant-en-klare) sigaretten. In 1989 had shag een marktaandeel van 53% (op de gecombineerde markt van shag en sigaretten), maar dat is in 2010 gezakt tot 42%.
Een belangrijke reden voor deze populariteit van shag is de lagere prijs ten opzichte van een sigaret. In 2018 was de gemiddelde prijs van een pakje sigaretten van 20 stuks €6,38 en voor een pakje rooktabak van 50 gram was dit €9,20. Een sigaret bevat (net iets) minder dan 1 gram tabak waardoor de shagroker voordeliger uit is. Bovendien kiezen veel shagrokers ervoor om minder tabak in een sjekkie te stoppen dan dat er in een sigaret zit, zodat de prijs per gerolde sigaret nog lager is. 
Het verkoopvolume van shag in Nederland is gestaag gedaald van 8646 ton in 2012 naar 5448 ton in 2020. In elk van de afzonderlijke jaren daalde de verkoop en de gemiddelde daling was 5,6% op jaarbasis.

### Belastingen
De accijns op tabak en sigaretten wordt verschillend berekend: voor shag wordt deze deels bepaald door een prijs per kilogram tabak terwijl deze voor sigaretten wordt geheven per 1000 stuks. Behalve deze "groothandelsaccijns" is er ook nog omzetbelasting van 21%. Het bedrag aan omzetbelasting is afhankelijk van de prijs voor een verpakking in de winkel en kan dus pas worden berekend als de fabrikanten hebben bepaald wat hun producten gaan kosten.
De belastingen op zowel shag als sigaretten zijn sinds 2011 sterk gestegen. Hieronder een overzicht van de ontwikkeling van de accijns op rooktabak sinds 2011:
| Datum        | Tarief op verkoopprijs | Accijns (€/kg) | Minimum accijns (€/kg) | Gemiddelde verkoopprijs (€/kg, excl. OB) |
| ------------ | ---------------------- | -------------- | ---------------------- | ---------------------------------------- |
| 1 juli 2011  | 13,00%                 | 50,45          | 65,54                  | 116,12                                   |
| 1 april 2012 | 11,97%                 | 51,72          | 66,50                  | 123,44                                   |
| 1 jan. 2013  | 7,19%                  | 72,04          | 81,50                  | 123,44                                   |
| 1 april 2013 | 7,19%                  | 72,64          | 81,76                  | 126,86                                   |
| 1 april 2014 | 5,03%                  | 75,77          | 83,07                  | 145,09                                   |
| 1 jan. 2015  | 5,03%                  | 75,77          | 85,32                  | 145,09                                   |
| 1 april 2015 | 4,60%                  | 78,68          | 85,74                  | 153,57                                   |
| 1 april 2016 | 4,60%                  | 78,68          | 99,25                  | 153,57                                   |
| 1 jan. 2017  | vervallen              | 99,25          | 99,25                  | 171,01                                   |
| 1 april 2018 | vervallen              | 106,65         | 106,65                 | 178,01                                   |
| 1 jan. 2019  | vervallen              | 108,94         | 108,94                 | 185,25                                   |
| 1 jan. 2020  | vervallen              | 114,65         | 114,65                 | 185,25                                   |
| 1 april 2020 | vervallen              | 155,97         | 155,97                 | 193,10                                   |
| 1 jan. 2021  | vervallen              | 160,91         | 160,91                 | 223,37                                   |